# Veliki Dalnik
Veliki Dalnik (en ucraniano: Великий Дальник, romanizado: Velyky Dalnyk) es un pueblo ucraniano perteneciente al óblast de Odesa. Situado en el suroeste del país, es parte del raión de Odesa y del municipio (hromada) de homónimo.

## Toponimia
El nombre del asentamiento en ruso es Bolshoi Dalnik (en ruso: Большой Дальник).

## Geografía
Veliki Dalnik se encuentra a orillas del río Dalnik, 15 km al oeste de Odesa y 35 km al este de Biliaivka.

## Historia
El pueblo fue fundado en 1810.
Durante la Segunda Guerra Mundial, una importante línea defensiva pasó por el pueblo en los 73 días de defensa de Odesa (1941). 
El actual Veliki Dalnik fue formada en 1945 mediante la fusión de Pervi Dalnik y Vtoroi Dalnik.Al mismo tiempo, los pueblos del Treti Dalnik y Chetverti Dalnik se unieron para formar el pueblo de Dalnik. Posteriormente, estos dos pueblos se fusionaron en uno solo en 1963.
Hasta el 18 de julio de 2020, Veliki Dalnik era parte del raión de Biliaivka. El raión fue abolido en julio de 2020 como parte de la reforma administrativa de Ucrania, que redujo el número de raiones del óblast de Odesa a siete. El área del raión de Biliaivka se integró en el raión de Odesa.

## Demografía
La evolución de la población de Veliki Dalnik entre 1989 y 2001 fue la siguiente:
| 7926                                                          | 7655 |
| (Fuente: Cities & Towns of Ukraine y UKRAINE: Größere Städte) |      |

Según el censo de 2001, la lengua materna de la mayoría de los habitantes, el 87,64%, es el ucraniano; del 10.06% es el ruso; y del 1,18% es el rumano.

## Infraestructura

### Transporte
Veliki Dalnik está situado en las carreteras M-15 y M-16.